# Iwai Atsuhiro
Atsuhiro Iwai (sinh ngày 31 tháng 1 năm 1967) là một cầu thủ bóng đá người Nhật Bản.

## Sự nghiệp câu lạc bộ
Atsuhiro Iwai đã từng chơi cho Yokohama Flügels và Avispa Fukuoka.

## Thống kê câu lạc bộ

### J.League
| Đội              | Năm       | J.League | J.League | J.League Cup | J.League Cup | Tổng cộng | Tổng cộng |
| Đội              | Năm       | Trận     | Bàn      | Trận         | Bàn          | Trận      | Bàn       |
| ---------------- | --------- | -------- | -------- | ------------ | ------------ | --------- | --------- |
| Yokohama Flügels | 1992      | -        | -        | 9            | 0            | 9         | 0         |
| Yokohama Flügels | 1993      | 34       | 1        | 6            | 0            | 40        | 1         |
| Yokohama Flügels | 1994      | 38       | 0        | 0            | 0            | 38        | 0         |
| Yokohama Flügels | 1995      | 38       | 0        | -            | -            | 38        | 0         |
| Avispa Fukuoka   | 1996      | 20       | 0        | 14           | 0            | 34        | 0         |
| Avispa Fukuoka   | 1997      | 8        | 0        | 0            | 0            | 8         | 0         |
| Avispa Fukuoka   | 1998      | 32       | 1        | 4            | 0            | 36        | 1         |
| Tổng cộng        | Tổng cộng | 170      | 2        | 33           | 0            | 203       | 2         |